# Соколов, Алексей Георгиевич (литературовед)
Алексе́й Гео́ргиевич Соколо́в (1921—2004) — советский литературовед, декан филологического факультета (1961—1974), доктор филологических наук (1985), заслуженный профессор МГУ (1996).

## Биография
Родился в семье директора бумажного комбината в селе Тысяцкое Калининской области. В 1938 году окончил среднюю школу в Кувшиново и поступил на филологический факультет ИФЛИ, который окончил после слияния с МГУ в 1942 году. Участник Великой Отечественной войны, служил в составе 131-й стрелковой дивизии.
После войны окончил аспирантуру и защитил кандидатскую диссертацию «М. Горький — сатирик. Сатира Горького дооктябрьского периода». С 1949 года работал на филологическом факультете МГУ. Заместитель декана по научной работе (1951—1958), декан (1961—1974). В качестве докторской диссертации защитил книгу «История русской литературы конца XIX — начала XX в.».
Лауреат премии имени Ломоносова (1958).

## Память
С 2009 г. филологический факультет проводит научную конференцию «Соколовские чтения», посвящённую истории русской литературы Серебряного века, литературы русского зарубежья, проблемам современной русской литературы.

## Труды

### Учебные пособия
- История русской литературы конца XIX — начала XX в. — М.: Высшая школа, 1979 (5-е изд. — 2001 г.)
- Судьбы русской литературной эмиграции 1920-х годов. — М.: изд-во МГУ, 1991

### Хрестоматии под редакцией
- Русская поэзия конца XIX — начала XX в. — М.: изд-во МГУ, 1979
- Русская литературная критика конца XIX — начала XX в.: Хрестоматия. — М.: Высшая школа, 1982 (в соавторстве с М. В. Михайловой)
- Русский рассказ конца XIX — начала XX в. — М.: изд-во МГУ, 1983
- Поэтические течения в русской литературе конца XIX — начала XX в.: Литературные манифесты и художественная практика. — М.: Высшая школа, 1988